# 四国ガス燃料
四国ガス燃料株式会社（しこくがすねんりょう）は、愛媛県今治市に本社を置く液化石油ガス（プロパンガス）販売事業者である。四国ガスのグループ会社。

## 沿革
- 1959年11月 - 「四国ガス燃料株式会社」（資本金：500万円）設立。今治・松山・宇和島・高知・徳島・高松・坂出・丸亀に営業所を開設し販売開始。
- 1964年4月 - 宇和島営業所に充てん所完成（ストレージタンク20t×1基）。
- 1965年1月 - 資本金を750万円に増資。
- 1970年12月 - ガス事業法の改正により19地点群において簡易ガス事業開始。
- 1977年2月 - 徳島営業所に充てん所完成（ストレージタンク30t×1基）。
- 1982年7月 - 本店を今治市共栄町から中寺へ新築移転。
- 1990年
  - 3月 - 東予出張所（現:西条出張所）を西条市飯岡へ開設、販売開始。松前充てん所完成（ストレージタンク30ｔ×2基）。
  - 5月 - 宇和出張所を卯之町に開設、販売開始。
- 1992年
  - 3月 - 西讃出張所を四国ガス坂出支店内に開設、販売開始。
  - 7月 - 資本金を1,500万円に増資。重信出張所（保安連絡所）を重信町（現：東温市）に設置。
  - 10月 - 宇和島充てん所にストレージタンク（30t×2基）増設。
- 1994年
  - 4月 - 川之江出張所を妻鳥町へ開設、販売開始。
  - 11月 - 高松営業所に高松充てん所完成（ストレージタンク30t×2基）。
- 1995年11月 - 徳島営業所にストレージタンク（30t×1基）増設。
- 1998年1月 - 大豊出張所を大豊町へ開設、販売開始。
- 1999年
  - 3月 - 高知充てん所完成（ストレージタンク50t×2基）。
  - 11月 -　徳島充てん所にストレージタンク（30t→50t）増設。
- 2003年11月 - 本店社屋を新築。
- 2006年4月 - 重信保安連絡所を拡充し、東温出張所を開設。
- 2007年5月 - 新居浜出張所を萩生へ開設、製造開始（ストレージタンク20t×1基）。
- 2011年
  - 2月 - 四国ガスLPG販売株式会社を設立。
  - 8月 - 高松充てん所にストレージタンク（30t×1基）増設。
  - 11月 - 今治営業所内に充てん所（ストレージタンク50ｔ×2基、20t×2基）、容器再検査所完成。
- 2013年
  - 4月 - 新居浜出張所を拡充し、新居浜営業所を開設、販売開始。
  - 8月 - 今治営業所の敷地内に今治太陽光発電所が完成し運転開始[1][2]。
- 2014年
  - 3月 - 資本金を4,000万円に増資。
  - 10月 - 徳島営業所太陽光発電所完成（発電容量250kw）。
- 2015年2月 - 新居浜充てん所にストレージタンク（20t→30t）増設。
- 2017年11月 - 松前充てん所を新築（ストレージタンク50t×2基）。
- 2018年
  - 3月 - 資本金を8,000万円に増資。
  - 4月 - 上浦ガス有限会社を吸収合併し上浦出張所を今治市上浦町に開設。上浦出張所内に充填所を設置（ストレージタンク15t×1基）。
  - 8月 - 西讃出張所内に充てん所完成（ストレージタンク30t×2基）。
  - 11月 - 佐川出張所を佐川町へ設置
- 2020年10月 - 高知県宿毛市に宿毛出張所を設置。

## 事業所
- 本店 - 愛媛県今治市中寺226番地1
- 営業所 - 今治・松山・東温・宇和島・高知・徳島（松茂町）・高松・新居浜
- 出張所 - 上浦・宇和・宿毛・大豊・佐川・西讃（丸亀市）・川之江（四国中央市）・西条
- 充てん所 - 今治・上浦・松前・宇和島・高知・徳島・高松・西讃・新居浜
- 容器再検査所 - 今治

## 関連会社
- 四国ガスLPG販売